# Pact, Isère
Pact este o comună în departamentul Isère din sud-estul Franței. În 2009 avea o populație de 1.559 de locuitori.

## Evoluția populației
| An        | 1975 | 1982 | 1990  | 1999  | 2006  | 2009  |
| --------- | ---- | ---- | ----- | ----- | ----- | ----- |
| Populație | 558  | 686  | 1.022 | 1.353 | 1.506 | 1.559 |